# Jekaterina Katnikova
Jekaterina Nikolajevna Katnikova (ryska: Екатерина Николаевна Катникова), född 22 mars 1994 i Tjusovoj, är en rysk rodelåkare.

## Karriär
Katnikova tävlade för ROC vid olympiska vinterspelen 2022 i Peking, där hon inte fullföljde tävlingen i damernas singel.